# Barnadesiòidies
Les barnadesiòidies (Barnadesioideae) són una subfamília de plantes de la família de les asteràcies (Asteraceae). Té una única tribu Barnadesieae.
Comprenen 9 gèneres i 94 espècies en total, originaris tots ells d'Amèrica del Sud, especialment als Andes. L'evidència molecular suggereix que és un clade basal dins de la família, i és monofilètic.
La subfamília inclou espècies d'herbes anuals i perennes, arbusts i arbres de fins a 30 metres d'alçada. La majoria són probablement pol·linitzats per colibrís.

## Característiques de la subfamília
Normalment arbòries, notablement pobres en compostos flavonoides. A més les espines o agullons axil·lars són molt comuns. Les flors i les cípseles presenten llargs pèls tricel·lulars. La corol·la és bilabiada (4+1), el pol·len no és espinós i presenta depressions entre les matrius, l'estil és glabre o amb papil·les, l'estigma és lobat. La cípsela presenta espines.

## Gèneres
- Arnaldoa
- Barnadesia
- Chuquiraga
- Dasyphyllum
- Doniophyton
- Duseniella
- Fulcaldea
- Huarpea
- Schlechtendalia